# Alessandra Celletti (Mathematikerin)
Alessandra Celletti (* 1962) ist eine italienische mathematische Physikerin (Dynamische Systeme, Himmelsmechanik). Sie ist Professorin an der Universität Tor Vergata in Rom.
Celletti wurde 1989 an der ETH Zürich bei Jürgen Moser promoviert (Analysis of Resonances in the Spin-Orbit Problem in Celestial Mechanics).
Sie leistete unter anderem in Zusammenarbeit mit Luigi Chierchia Beiträge zur KAM-Theorie.
Sie war 2012 eingeladene Sprecherin auf dem Europäischen Mathematikerkongress in Krakau.
Der Asteroid 117539 Celletti (2005 DJ1) ist nach ihr benannt. 2001 wurde sie Präsidentin der italienischen Gesellschaft für Himmelsmechanik und Astrodynamik.
Für 2023 wurde Celletti der Brouwer Award zugesprochen.

## Schriften (Auswahl)
- mit Luigi Chierchia: KAM stability and celestial mechanics, Memoirs AMS 2007
- Stability and chaos in celestial mechanics, Chichester: Praxis Publ. 2010
- mit Ettore Perozzi: Celestial mechanics- the waltz of the planets, Chichester 2007
- Herausgeber mit Alberta Albertella und anderen: Modern celestial mechanics – from theory to applications. Proceedings of the Third Meeting on Celestial Mechanics — CELMEC III, held in Rome, Italy, 18–22 June, 2001, Kluwer, Dordrecht 2002
- Herausgeber mit Daniel Benest, Claude Froeschlé: Singularities in Gravitational Systems: Applications to Chaotic Transport in the Solar System, Springer, Lecture Notes in Physics 590, 2002